# Meovv
Meovv (кор.: хангиль: 미야오, НЛ: Miyao; вимовляється як «Мяу»; стилізовано великими літерами) — південнокорейський жіночий гурт, сформований та керований The Black Label. Гурт складається з п'яти учасниць: Суін, Гавон, Анни, Нарін і Елли. Вони дебютували 6 вересня 2024 року, випустивши свій сингл «Meow».

## Назва
Назва гурту Meovv є абревіатурою від англ. «My Eyes Open VVide» (укр. «Мої очі широко відкриті»). Учасниця Елла відреагувала на те, що в назві гурту замість «W» з'явилися дві «V», сказавши: «Я хотіла надати візуальну забавність» та «Мені це більше сподобалося, тому що я відчувала, що це представляє кожну з учасниць».

## Історія

### 2021—2024: Переддебютна діяльність та становлення
Більшість учасниць Meovv мали попередній досвід у сфері розваг, моделювання, музики та танців до того, як їх прийняли в The Black Label. Американська модель Елла Гросс прийшла в індустрію у віці двох років і брала участь у кількох модних кампаніях, таких як Zara, H&M і GAP. Гавон була колишньою стажеркою YG Entertainment і колишньою моделлю, яка знімалася в рекламі Adidas. Японська учасниця Анна Танака розпочала свою кар'єру як дитяча модель і була ексклюзивною моделлю для Seventeen з жовтня 2019 року по грудень 2021 року.
У лютому 2024 року в Інтернеті швидко поширилася низка фотографій стажерок The Black Label, які, за чутками, були учасницями майбутнього жіночого гурту агентства. На цих фотографіях, зокрема, зображені хореограф і танцівниця Бейлі Сок, дитяча модель і актриса Елла Гросс і Мун Со Юн, онука голови Shinsegae Лі Мен Хі. У тому ж місяці агентство оголосило про свої плани дебютувати новий жіночий гурт в першій половині 2024 року. У березні стало відомо, що The Black Label подали заявку на торговельну марку «Méovv» у кількох категоріях, припускаючи її потенційне використання для свого нового жіночого гурту. 11 травня 2024 року The Black Label оголосили про вихід Мун Со Юн з групи стажерок і агентства.

### 2024–дотепер: Вступ і дебют
16 серпня 2024 року The Black Label запустили офіційні акаунти в соціальних мережах і опублікували анімаційні тизери свого першого жіночого гурту. Ці тизери також показали велику чорну кришку, яку знімають з будівлі, показуючи п'ять гігантських чорних котів, які сидять на вершині, натякаючи на потенційну кількість учасниць гурту. 19 серпня The Black Label опублікували спеціальний тизер у Твіттері, оголосивши, що агентство опублікує контент 21 серпня. Того ж дня The Black Label опублікували відео про Еллу Гросс на офіційному YouTube-каналі компанії, зробивши її першою розкритою учасницею Meovv. Гавон було розкрито 23 серпня, а потім Суін, Анну та Нарін, кожна з інтервалом у два дні. Після цього The Black Label оголосили, що Meovv підписали партнерський контракт із Capitol Records перед їхнім дебютом.
Відеотрейлер та постери з усіма п'ятьма учасницями гурту були випущені 4 вересня, разом з оголошенням про вихід дебютного цифрового синглу «Meow» 6 вересня 2024 року. Сингл був випущений разом із музичним відео.

## Учасниці
- Суін (кор.: хангиль: 수인)
- Гавон (кор.: хангиль: 가원)
- Анна (кор.: хангиль: 안나)
- Нарін (кор.: хангиль: 나린)
- Елла (кор.: хангиль: 엘라)

## Дискографія

### Сингли
| Назва                                                                            | Рік  | Пікові позиції у чартах | Пікові позиції у чартах | Пікові позиції у чартах | Пікові позиції у чартах | Пікові позиції у чартах | Пікові позиції у чартах | Пікові позиції у чартах | Альбом               |
| Назва                                                                            | Рік  | KOR                     | JPN Heat.               | MLY Intl.               | NZ Hot                  | SGP Reg.                | US World                | WW Excl. US             | Альбом               |
| -------------------------------------------------------------------------------- | ---- | ----------------------- | ----------------------- | ----------------------- | ----------------------- | ----------------------- | ----------------------- | ----------------------- | -------------------- |
| «Meow»                                                                           | 2024 | 30                      | 4                       | 17                      | 20                      | 11                      | 10                      | 120                     | Сингли поза альбомом |
| «Toxic»                                                                          | 2024 | 190                     | —                       | —                       | —                       | —                       | —                       | —                       | Сингли поза альбомом |
| «Body»                                                                           | 2024 | —                       | —                       | —                       | —                       | —                       | —                       | —                       | Сингли поза альбомом |
| «—» релізи, що не потрапили у чарти або не були випущені у відповідних регіонах. |      |                         |                         |                         |                         |                         |                         |                         |                      |

## Відеографія

### Музичні кліпи
| Назва   | Режисер(и)   | Рік  | Прим.  |
| ------- | ------------ | ---- | ------ |
| «Meow»  | Han Samin    | 2024 | [ 29 ] |
| «Toxic» | Roh Sangyoon | 2024 | [ 30 ] |

### Інші відео
| Назва                      | Рік  | Режисер(и)   | Прим.  |
| -------------------------- | ---- | ------------ | ------ |
| «Body» (Performance Video) | 2024 | Roh Sangyoon | [ 31 ] |

## Фільмографія

### Вебшоу
| Рік         | Назва       | Нотатки           | Прим.         |
| ----------- | ----------- | ----------------- | ------------- |
| 2024–донині | CATCH MEOVV | Шотижневе вар'єте | [ 32 ] [ 33 ] |

## Нагороди і номінації
| Нагорода           | Рік  | Категорія                  | Номінант / Робота | Результат | Прим.  |
| ------------------ | ---- | -------------------------- | ----------------- | --------- | ------ |
| MAMA Awards        | 2024 | Artist of the Year         | Meovv             | Номінація | [ 34 ] |
| MAMA Awards        | 2024 | Best New Female Artist     | Meovv             | Номінація | [ 34 ] |
| MAMA Awards        | 2024 | Fans' Choice Female Top 10 | Meovv             | Номінація | [ 34 ] |
| MAMA Awards        | 2024 | Favorite Rising Artist     | Meovv             | Перемога  | [ 34 ] |
| Melon Music Awards | 2024 | Best New Artist            | Meovv             | Номінація | [ 35 ] |

## Нотатки
1. ↑  Сингл «Body» як другий трек входить до синглу Meovv «Toxic»[26][27].
2. ↑  Сингл «Body» не потрапив у Circle Digital Chart, але посів 41 місце у чарті завантажень[28].